# Hegyháthodász
Hegyhátsál est un village de Hongrie, situé dans le département de Vas. Lors du recensement de 2003, il y avait 195 habitants.
Le maire de ce village : Roland Devalics élu en 2006, réélu en 2010 membre du mouvement nationaliste HVIM et du parti Jobbik.